# Carl O. Sauer
Carl Ortwin Sauer (24 de diciembre de 1889 - 18 de julio de 1975) fue un geógrafo estadounidense. Nació en Warrenton, Misuri, en una familia de Alemanes Metodistas. Una larga estancia en Alemania le permitió un amplio conocimiento de la lengua y el pensamiento alemán. Se graduó en la Universidad de Chicago, donde siguió clases del geomorfólogo Rollin Salisbury, doctorándose en 1915. Desde 1923 fue profesor de geografía en la Universidad de California, Berkeley, hasta 1957, convirtiéndose a partir de entonces en profesor emérito hasta su muerte a la edad de 85 años. Fue un impulsor fundamental en el desarrollo de la escuela de geografía cultural de Berkeley.
En 1925 Sauer escribió el ensayo, "La Morfología del Paisaje", que desarrolla una metodología para explicar cómo los paisajes culturales son creados a partir de formas superpuestas al paisaje natural. Otro de sus trabajos más conocidos fue “Agricultural Origins and Dispersals” (1952). También fue uno de los promotores principales del Simposio internacional “Man´s Role in Changing the Face of the Earth" celebrado en Princeton, Nueva Jersey, en 1955. 
Sauer fue muy crítico con el determinismo geográfico, la teoría predominante en la Geografía estadounidense cuando empezó su carrera. Propuso en su lugar un paradigma diferente llamado "morfología del paisaje" o más adelante geografía cultural. Este acercamiento implicó la reunión inductiva de hechos acerca del impacto humano en el medio, la construcción del paisaje cultural y los cambios en las formas de vida de las culturas. Recibió una fuerte influencia del antropólogo Alfred Kroeber y su teoría "superorgánica" de la cultura, de Friedrich Ratzel, en particular del segundo volumen de su Anthropogeographie y de Eduard Hahn, el cual dirigió su atención a los temas de difusión de plantas cultivadas y animales domesticados. Sauer rechazó el positivismo, prefiriendo comprensiones más particularistas e historicistas de mundo y con gran apoyo en la técnica del trabajo de campo. Políticamente Sauer demostró su preocupación por la destrucción de la diversidad cultural y por la salud ambiental de mundo.